# Калник (община Боговине)
Вижте пояснителната страница за други значения на Калник.
Калник (на македонска литературна норма: Калник, на албански: Kalnik) е село в община Боговине.

## География
Селото е разположено в областта Долни Полог, на левия бряг на Палчишката река между Долно Палчище и Голема речица.

## История
Селото се води като отделно селище от 2014 година, като дотогава е част от Долно Палчище.